# Seconde B
Seconde B est une série télévisée française de 104 épisodes de 26 minutes créée par Didier Albert et diffusée du 10 mai 1993 au 5 mai 1995 sur France 2, puis rediffusée sur TF6 et Série Club.

## Historique
Seconde B est la conséquence du décret Tasca, imposant des quotas de production et de diffusion d'œuvre d'expression originale française, aux heures de grande écoute, entrée en vigueur dès le 1er janvier 1992.
En France, cette obligation s'est traduite par la diffusion, entre 17h et 19h, de séries destinées aux adolescents, comme Hélène et les Garçons, Lycée alpin et autres, plus ou moins inspirées par les productions nord-américaines comme Sauvés par le gong, Les Années collège, Sois prof et tais-toi!, etc.

## Synopsis
Cette série raconte l'aventure de 5 adolescents qui étudient au lycée Rimbaud en banlieue parisienne. Ces ados connaissent l'amour, la vie de lycéen, le sport et la musique. Ils vont connaître la difficulté du monde des adultes. Cette série évoque des problèmes de société, comme la drogue, le sida, le chômage ou la délinquance. Une des premières séries française à traiter du multiculturalisme.
Nadia, Michael, Pauline, Kader et Jimmy sont les meilleurs amis au monde, ils sont tous les cinq animateurs radio de Cosmic Radio (une radio associative du lycée).
- Nadia Rabahy est l'intello de la bande qui rêve de devenir journaliste. Elle est d'origine tunisienne, son père est routier et sa mère médecin, elle a un petit frère Babek.

- Michael Fouché est le grand frère de la bande qui vient de redoubler sa classe de seconde, il est fou de rock et ses groupes préférés sont The Rolling Stones et The Beatles. Il vit seul dans son studio, ses parents sont restaurateurs.

- Pauline Delambre est la petite blonde du groupe, qui ne s'intéresse qu'aux garçons. Ses parents sont divorcés, son père est le commissaire Delambre.

- Kader Jazouly est l'un des rigolos de l'équipe, membre du groupe de rap Zarbi Brothers en compagnie de Jimmy. D'origine algérienne, ses parents tiennent une épicerie, il a une petite sœur Mounia et est sévère voire méchant avec elle.

- Jimmy Koundé est l'autre rigolo, bien sûr membre des « Zarbi Brothers » avec son acolyte Kader. Il est d'origine sénégalaise et son frère Dom est un trafiquant de drogue qui multiplie les aller-retours en prison.

## Fiche technique
- Création : Didier Albert
- Réalisation : Fred Demont, Didier Albert, Jean-Claude Charnay, Sylvie Durepaire, Olivier Langlois, Christophe Salachas, Christiane Spièo et Patrick Taulère[7]
- Scénario : Brigitte Peskine (divers épisodes), Éric Rognard (auteur)[7], Elie-G. Abécéra
- Musique : François Staal
- Sociétés de production : Flach Film et France 2
- Pays de production :  France
- Langue originales : français
- Genre : comédie dramatique
- Nombre de saisons : 2
- Nombre d'épisodes : 104

## Lieux de tournage
Cette série a été tournée à Franconville au lycée Jean Monnet, puis à Vitry-sur-Seine dans l'actuel lycée Camille Claudel qui portait anciennement le nom de Lycée des carrières. Le nom du lycée avait été changé en Arthur Rimbaud pour les besoins du tournage.
Les séquences en intérieur, furent tournées aux Studios des Buttes-Chaumont, dans le Studio 15, avant leur fermeture en octobre 1993, puis à Bry-sur Marne. La Production exécutive fut assurée par la SFP.

## Musique originale
La musique originale de la série a été composée par François Staal.

## Distribution

### Personnages principaux
- Ysa Ferrer : Nadia Rabahy
- Igor Butler : Mickaël Fouché
- Hélène Rames : Pauline Delambre
- Pascal Jaubert : Kader Jazouly
- Adama Yatinga-Ouédraogo : Jimmy Koundé

### Personnages secondaires

#### Élèves
- Emmanuelle Michelet : Sophie
- Alexandre Caumartin : Julien Berthier
- Julien Courbey : Henri Séguri (parfois surnommé Riton)
- Éric Le Roch : Samuel Lévy (dit Sam)
- Maya Vignando : Bénédicte Prat (parfois surnommée Béné)
- Annabelle Milot : Marie
- Audrey Hamm : Alice

#### Administration et enseignants
- Aladin Reibel : Pierre Jamin, le professeur de français
- Laurent Claret : M. Portal, le censeur du lycée (appelé Gilbert dans l'épisode Moreau Proviseur, mais Cousin Roger dans l'épisode Gamelles)
- Nathalie Krebs : Mme Malot, la professeur de mathématique
- Manuel Bonnet : Albert Séguri, le professeur de sport et père d'Henri
- Virginie Pradal : Mme Barbier, la professeur d'histoire-géographie
- Youenn Guerrand : Jean-Jacques, le barman
- Marina Pastor : Aline Guérin

#### Familles
- Bernard Allouf : François Delambre, commissaire de police, père de Pauline
- Frédéric Houessinon : Dominique Koundé (dit Dom), frère de Jimmy
- Abdellatif El Abdi : Babek, frère de Nadia
- Farah Bernard : Mounia, sœur de Kader

### Invités
- Marie-Christine Adam : Mme Lebrun (épisode Cas de divorce)
- Françoise Bertin : Anaïs (épisode L'Amour toujours)
- Ingrid Chauvin : Clara (épisode Le Rocker et la Violoniste)
- Rachid Ferrache : Richard (épisode Le cœur n'a pas d'âge)
- Laurent Lafitte : Patrick (épisode Lycée sans frontière)

## Épisodes

### Première saison
1. Mariage au noir
2. Bon Anniversaire
3. Tague mon cœur Jimmy
4. Passion interdite
5. La Révolte de Djamila
6. Touche pas à mon témoin
7. Moreau proviseur
8. Vol sans issue
9. Cas de divorce
10. Aux urnes lycéens
11. Attention grand frère
12. Lycée sans frontière
13. Taupe modèle
14. Le Blues du rocker
15. Le Choix de Nadia
16. Le Mauvais Sort
17. Amitié volée
18. Cinq Potes à la une
19. Les Années plastoc
20. Le Beau Ténébreux
21. Opération anti-racket
22. Bien dans mes baskets
23. Un fils à papa
24. SOS concours
25. Fille fatale
26. Conflit de famille

### Seconde saison
1. L'Amour toujours
2. Le Correspondant US
3. Le cœur a ses raisons
4. La Fille abusive
5. La Balade de Jimmy
6. Métier à risques
7. L'Heureux Événement
8. Miroir, joli miroir
9. Sans toit ni voix
10. La Beurette
11. La Fille du commissaire
12. Le Rocker et la Violoniste
13. À moi comte, deux mots !
14. La Fille à roulettes
15. Rivales
16. La Femme de ma vie
17. Le Dens de la famille
18. Le cœur n'a pas d'âge
19. Séguri, pourri !
20. Balaise le môme
21. La Ruée vers l'art
22. Liberté galère
23. Bande à part
24. Résigné volontaire
25. Enseignement rapproché
26. Séguri contre Séguri
27. Fugue pour la mineure
28. Lettres et Mal-être
29. Coup dur pour cœur tendre
30. Oui ou non
31. De l'eau dans le gaz
32. Le Pari
33. Entre les deux mon cœur
34. Les Souffrances du jeune Michaël
35. Culture cosmic
36. Le Sage du lycée
37. Orange, citron et argent noir
38. La Nouvelle Cantine
39. Le Pion damné
40. Une fille pas comme les autres
41. Le Concours
42. Gamelles
43. Rimbaud Production présente
44. Les hommes préfèrent les rondes
45. Bol d'air
46. Rêve d'indépendance
47. Radio Baston
48. Les Galères de Sophie
49. La Bénédicte nouvelle est arrivée
50. Le Rebelle du lycée
51. Le Secret de Cécile
52. La Grande Loterie
53. Travail au noir pour nuits blanches
54. Les Soupçons de Nadia
55. La Paix intérieure
56. Vol au-dessus d'un nid de corbeaux
57. Embrouille au beur noir
58. Le Mystère Malika
59. Le Grand Business
60. S.O.S tendresse
61. Charité mal ordonnée
62. La Couleur des choses
63. Souvenir que nous veux tu...
64. La Force cachée
65. La Toute Première Fois
66. La Force de l'âge
67. La Belle et le Voyou
68. Super Jimmy
69. Touche pas à ma mère
70. La Mythomane
71. L'Amour sur ordonnance
72. Une petite ritournelle
73. Une jeune fille très sage
74. Publications mensongères
75. Un intrus peut en cacher un autre...
76. Câlins troqués
77. Mademoiselle Casanova
78. Liaison dangereuse

## Série dérivée
Un spin-off indirect de la série, intitulé C'est cool, est diffusé en 1996 sur France 2.